# Aarón
Aarón (אַהֲרֹן en hebreo "maestro" o "excelso", y este acaso ligado al antiguo egipcio Aha Rw, "león guerrero") (n. Antiguo Egipto, finales del siglo XIV a. C.) fue el hermano mayor de Moisés y el hermano menor de Míriam, miembro y sacerdote levita, y primer Sumo sacerdote de Israel que vivió durante el siglo XIII a. C.

## Biografía
Su vida y obra se narra en el libro del Éxodo, según el cual Aarón era el primer hijo de Amram y Jocabed del linaje levítico de Coat, hermano mayor de Moisés y menor de Míriam. Estaba casado con una mujer llamada Eliseba y tuvieron cuatro hijos: Nadab, Abiú, Eleazar e Itamar. También se le considera fundador del sacerdocio judío. 
Junto a Moisés condujo a los israelitas fuera de Egipto, al tiempo que le servía de traductor y portavoz ante el faraón y el pueblo hebreo, por el problema de tartamudez de su hermano. Un milagro se produjo con su vara, la cual floreció. Durante la marcha por el desierto, fabricó el Becerro de oro a instancia de los israelitas, para el culto idólatra (probablemente imitando al egipcio Apis o al toro sagrado de los cananeos) que reclamaba una imagen sensible de Dios. Pertenecía a la tribu de Leví.
Aarón aconsejó en muchas oportunidades a Moisés durante la travesía desde Egipto a la Tierra Prometida. En muchas ocasiones aplacó el genio apasionado de su hermano menor. Sin embargo, en algún momento demostró debilidad de carácter siendo amonestado por Moisés.
Murió a los 123 años en el monte Hor, lugar donde además entregó el sumo sacerdocio a su hijo Eleazar y confirmó el sacerdocio aarónico de Itamar. Los hijos mayores de Aarón, Nadab y Abiú, habían muerto abrasados por el fuego divino, luego de haber transgredido las estrictas leyes del sacerdocio.
A su linaje pertenece Isabel, la madre de Juan Bautista y esposa de Zacarías.

## Iconografía

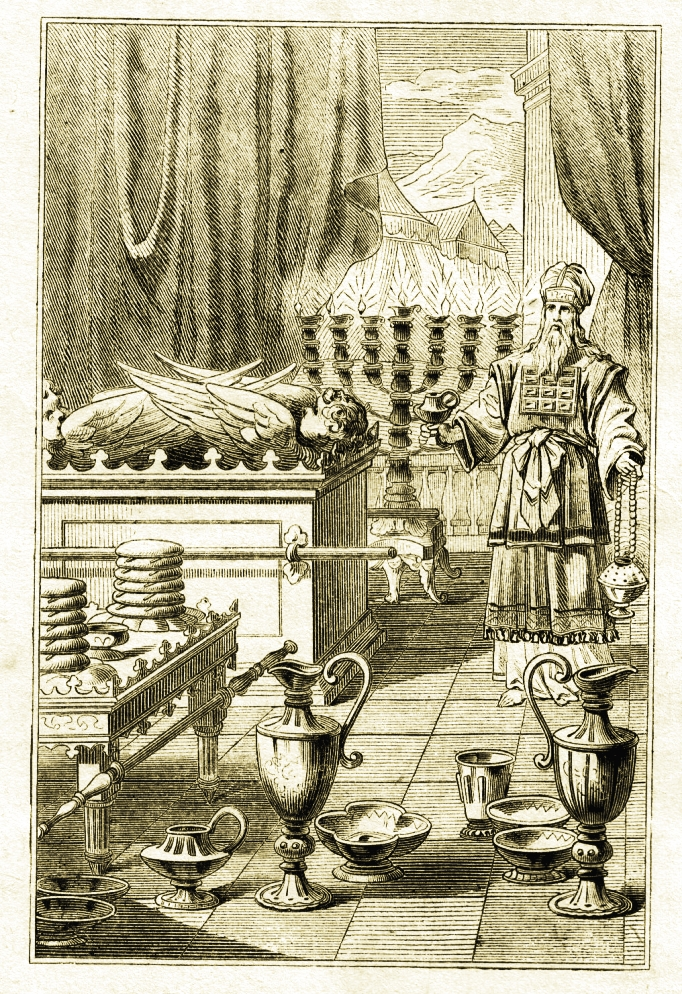
Sumo Sacerdote de Israel: Aarón en el Tabernáculo, junto al Arca de la Alianza y la Menorá. Grabado de Carl Poellath, Schrobenhausen, 1885.

A Aarón se le representa a menudo con la vara florida, que lo hace fácilmente reconocible en los grupos de profetas en los pórticos de los templos románicos y góticos. También suele aparecer en las escenas de la vida de Moisés. 
A finales de la Edad Antigua y durante la Alta Edad Media, ya aparece vestido de sumo sacerdote, con un tocado parecido a una tiara. En la Edad Media se lo representó a menudo con vestiduras de obispo.
Sus atributos son la filacteria que lleva en su cabeza, el pectoral con las doce piedras y un incensario o la vara de la que emerge un brote. Esta última era preservada en el Arca de la Alianza, en el Sanctasanctórum junto con las Tablas de la Ley, el Maná y otras reliquias del Éxodo. 

### En el imaginario colectivo

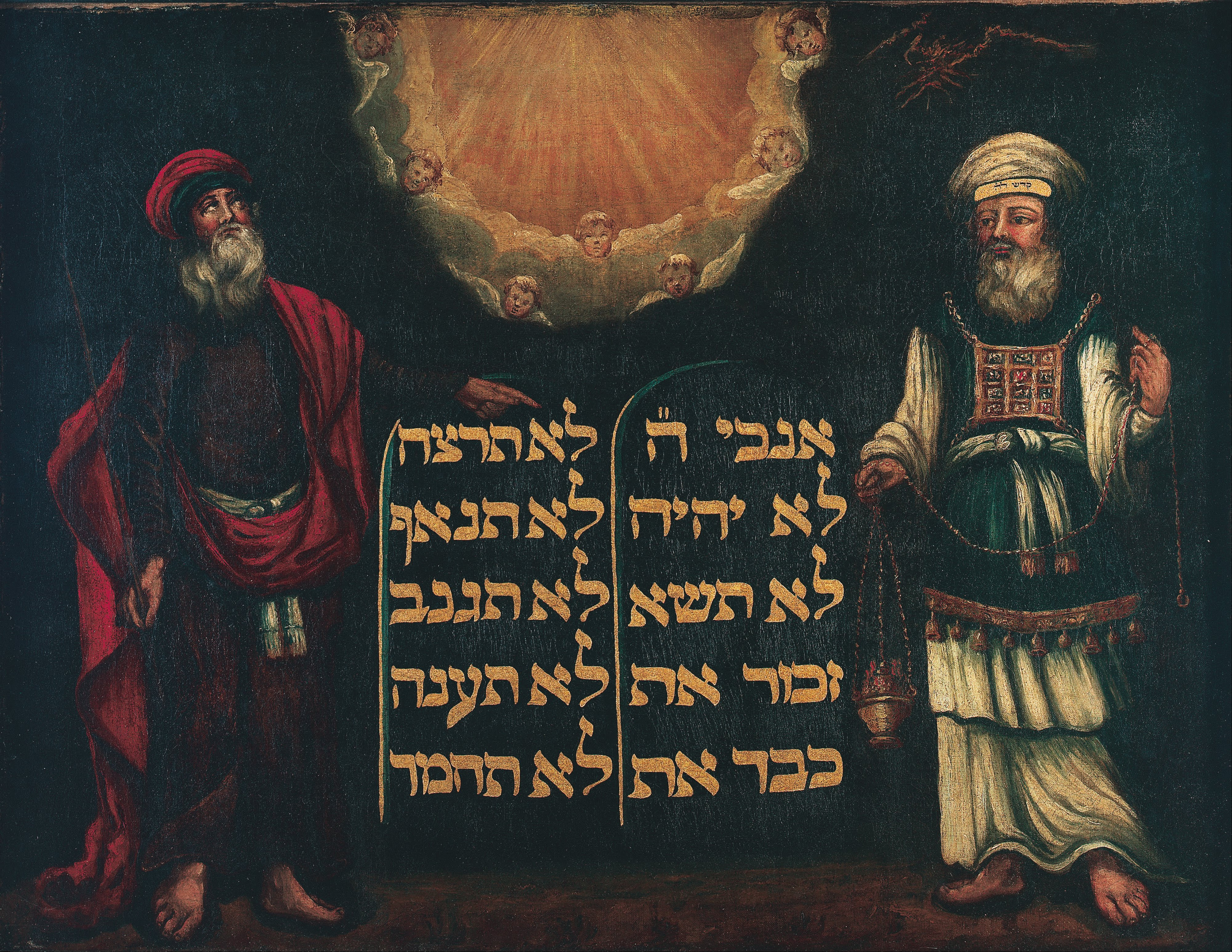
Arte judío.

| Moisés y Aarón con el Decálogo (escrito en hebreo), óleo, 1692. Museo Judío, Londres. Aarón porta las vestiduras de Sumo Sacerdote de Israel. |

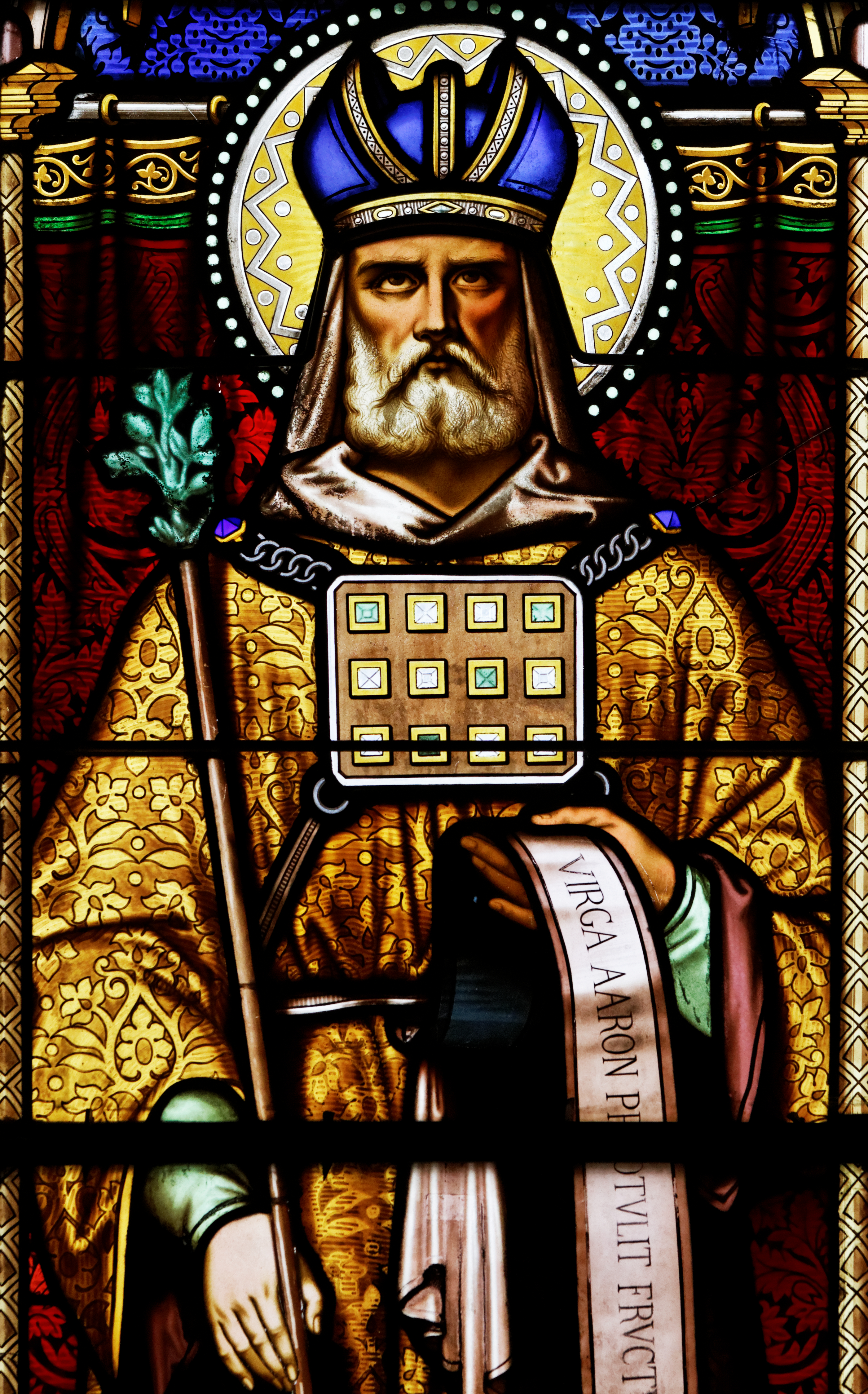
Imagen católica.

| Aarón, con los atributos sacerdotales y aureola. Vitral. Catedral de San Corentino de Quimper, Bretaña. |

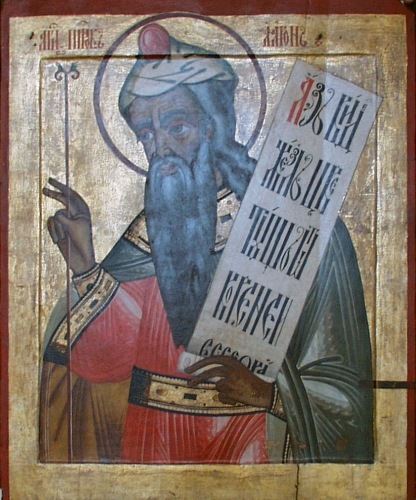
Imagen ortodoxa rusa.

| Aarón en un icono del monasterio de la isla Kizhi, República de Carelia, Rusia. Aureola e inscripción identifican a Aarón como santo y profeta. Sobre la cabeza, Aarón porta su filacteria. |